# Société de la Sainte-Croix
Pour les articles homonymes, voir Sainte-Croix.
La Société de la Sainte-Croix (en anglais Society of the Holy Cross), aussi connue par les initiales SSC, est une association internationale de prêtres anglicans de tendance anglo-catholique. Ses membres appartiennent aussi bien à la Communion anglicane proprement dite  qu'aux églises du mouvement anglican continué ou même parfois à l'Église catholique romaine (notamment dans les paroisses pratiquant l'usage anglican). Les prêtres membres de cette société font couramment suivre leur nom des initiales SSC représentant le nom latin de la société, Societas Sanctae Crucis.
Il ne faut pas confondre cet organisme avec la Société sacerdotale de la Sainte-Croix qui est formé de prêtres diocésains de l'Église catholique qui sont membres de l'Opus Dei. Il faut également les distinguer d'une autre organisation de prêtres catholiques, la Congrégation de Sainte-Croix (CSC). Il y a enfin un ordre de religieuses de l'Église anglicane de Corée qui porte le même nom de Society of the Holy Cross, avec les initiales SHC.

## Fondation et premières années

### Un objectif de renforcement de la vie spirituelle et missionnaire
L'association est fondée le 28 février 1855 dans la chapelle de la House of Charity de Soho, à Londres, par six prêtres : Charles Fuge Lowder, Charles Maurice Davies, David Nicols, Alfred Poole, Joseph Newton Smith et Henry Augustus Rawes. C'est Charles Lowder qui en a conçu l'idée, après un séjour en France en 1854, au séminaire d'Yvetot. Influencé par la lecture de la Vie de Saint Vincent de Paul, de Louis Abelly, Lowder veut s'inspirer de l'ordre des lazaristes, ordre de prêtres catholiques romains fondé par saint Vincent de Paul pour le service et l'évangélisation des pauvres dans les campagnes, mais en le transposant aux populations pauvres des grandes villes.
Le projet initial est de constituer non pas tant une société de dévotion, ni une communauté religieuse, mais une association de soutien et d'entraide aux plans matériel et spirituel pour des prêtres engagés dans la mission dans des lieux géographiques différents. Charles Lowder, fondateur de la société, en est le premier Maître.
L'association propose à ses adhérents une règle de vie et une vision d'une vie sacerdotale disciplinée. Comme pour de nombreuses autres sociétés fondées dans les années 1840 et 1850, cette règle porte la marque des idées de Edward Bouverie Pusey dont l'avis a été sollicité pour l'écrire. Un des éléments clefs en est le soutien mutuel, qui s'exprime principalement au niveau du chapitre local. L'assistance à ce chapitre est obligatoire, sauf en cas d'obligation pastorale absolue. Outre la règle commune, qui s'applique à tous, des règles plus strictes sont proposées aux membres qui le désirent (règles "blanche", "rouge" et "verte").
Une autre pratique importante pour améliorer la vie spirituelle des membres de la société est celle des retraites. La SSC en organise à partir de 1856. Cette nouveauté diffusera ensuite largement dans l'Église d'Angleterre,.

### Des prêtres impliqués dans le mouvement ritualiste
Le ritualisme désigne un ensemble de pratiques très proches de celles du catholicisme romain, qui sont apparues dans la continuité du mouvement d'Oxford, formant une conséquence imprévue de ce mouvement essentiellement théologique. Parmi les rites concernés on peut citer l'adoration de Saint-Sacrement, des messes célébrées fréquemment, avec des intentions, la pratique de la confession auriculaire. Même les éléments matériels sont repris du catholicisme : les vêtements liturgiques, l'usage de l'encens, des clochettes et des hosties du même type. Quand bien même ces usages n'étaient pas tout à fait inconnus pour l'Église d'Angleterre depuis la Réforme, la plupart étaient tombées en désuétude depuis des centaines d'années, principalement depuis que les règnes d'Édouard VI et d'Élisabeth Ire avaient vu s'accroître l'influence du protestantisme en matière de liturgie.
Pour les prêtres de la société, ces pratiques ne sont pas vues comme de simples questions d'esthétique, mais plutôt comme la face visible et l'expression nécessaire d'un corps de doctrine propre, centré sur la remise en valeur des sacrements. Selon le mot du père Mackonochie, alors maître de la SSC, elles constituent « le langage minimum de révérence pour un mystère tellement divin ». En revanche, de nombreux anglicans de tendance Basse Église ou latitudinaire voient alors le ritualisme, et la doctrine qui le sous-tend, avec horreur. Il s'y ajoute un sentiment anti-catholique redevenu très fort depuis la restauration de la hiérarchie catholique en Angleterre, et qui englobe le clergé ritualiste, soupçonné de vouloir romaniser l'Église d'Angleterre. Les prêtres pratiquant le sacrement de la confession sont notamment accusés de l'utiliser pour espionner et influencer les personnes.
C'est ainsi que dans les premiers temps de la SSC, il n'est pas rare de voir la messe ou l'office divin perturbés par des protestants, criant durant le sermon, ou jetant à terre livres et meubles. L'exemple le plus célèbre est celui des troubles dans la paroisse St George-in-the-East en 1859 et 1860,
Dans un contexte où l'anglicanisme est la religion d'état, des associations se forment pour sa défense. La Church Protestant Defence Association est ainsi fondée en 1854 à Brighton. En 1865 un groupe plus large se constitue : la Church Association en 1865, en vue d'intenter des procès à des prêtres soupçonnés de crypto-catholicisme. L'issue de ces procédures est variable : certains prêtres se voient retirer leur ministère, des tribunaux peuvent accepter certaines pratiques catholiques, tandis que d'autres les jugent illégales. Pour d'autres enfin, les tribunaux civils ne les jugent pas illégales en elles-mêmes mais estiment qu'elles doivent être soumises à l'autorisation de l'évêque diocésain.

### Implication sociale
La société connaît un succès très rapide. Beaucoup de ses membres ont la charge de certains des quartiers les plus défavorisés des villes de l'Angleterre du XIXe siècle, comme la paroisse de St Barnabas' Pimlico ou celle de St Peter's London Docks. L'activité pastorale dans les zones les plus touchées par les problèmes sociaux est depuis considérée comme une marque typique de l'anglo-catholicisme. Certaines de ces zones étaient considérées si dangereuses que les évêques refusaient de les visiter, un refus en général renforcé par leur désaccord avec le ritualisme du clergé anglo-catholique.

## De 1874 à 1992

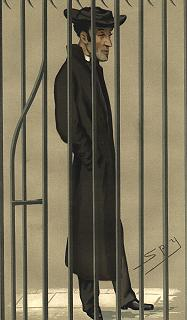
The Christian martyr, caricature d'Arthur Tooth publiée en 1877 dans Vanity Fair.

### LePublic Worship Regulation Act
Les incohérences dans l'issue des procédures légales conduisent le gouvernement Disraeli à faire adopter une loi contre les ritualistes, le Public Worship Regulation Act en 1874. La proposition de loi est introduite à la Chambre des lords sous forme de Private Member's Bill par l'archevêque de Cantorbéry Archibald Tait. Dès l'entrée en vigueur de l'acte, le 1er juillet 1875 la Church Association, qui avait été à l'origine d'une partie des procès précédents, lance de nouvelles procédures contre ceux qui persistent dans des pratiques ou doctrines anglo-catholiques.
Dix-sept prêtres sont ainsi poursuivis au titre de cette loi. Certains d'entre eux sont condamnés à la prison soit pour leur refus de reconnaître le droit des cours civiles à les juger sur des questions de culte, soit après avoir été condamné au titre de la loi elle-même. Dans plusieurs cas, des évêques, y compris l'archevêque Tait lui-même, interviennent pour mettre fin aux poursuites, d'autant que l'immixtion des cours civiles dans les affaires religieuses fait scandale.
Les procès contre les prêtres Arthur Tooth, Alexander Heriot Mackonochie, et Richard William Enraght,,, tous membres de la société de la Sainte-Croix, constituent certainement l'épisode le plus notable de l'histoire de cette société.
La loi tombe très rapidement en désuétude. Elle perd tout impact en 1906, quand une commission royale admet officiellement le pluralisme en matière de culte public. Ce n'est toutefois qu'en 1965 que le Public Worship Regulation Act est définitivement abandonné.

### Place au sein du mouvement anglo-catholique
Le mouvement anglo-catholique cherche, au sein de l'Église d'Angleterre, à continuer à promouvoir l'héritage catholique de cette église qui se dit à la fois « catholique » et « réformée ». Les anglo-catholiques se considèrent comme les continuateurs du mouvement d'Oxford et du ritualisme. Dès l'origine, la société de la Sainte-Croix est un des fers de lance de cette branche de l'anglicanisme.
Les anglo-catholiques sont apparus longtemps comme un groupe homogène, tant que leurs adversaires cherchaient à entraver le ritualisme. Les premières années du XXe siècle voient leur influence s'accroître fortement sur l'Église d'Angleterre. Parallèlement, ils commencent à se séparer en plusieurs tendances. La SSC se range massivement dans l'aile des "catholiques occidentaux", c'est-à-dire qui considèrent qu'il faut continuer à suivre le modèle romain de la Contre-Réforme plutôt que de chercher à retrouver un catholicisme anglais d'avant la Réforme.

## Organisation générale et particularités
La société est organisée en plusieurs provinces : Angleterre et Écosse, les Amériques, Pays de Galles et Australasie. Chacune d'elles a son propre maître provincial. Le maître-général a la responsabilité de l'ensemble de la société. C'est le prêtre anglais David Houlding qui occupe ce poste actuellement. La société compte environ 2 000 membres.
Les prêtres de la société portent en général une petite croix dorée à leur revers, portant la devise de la SSC : In Hoc Signo Vinces (par ce signe tu vaincras).